# 鬼籠野谷川
鬼籠野谷川（おろのだにがわ）は、徳島県名西郡神山町を流れる吉野川水系の河川である。

## 地理
名西郡神山町鬼籠野字元山（旧鬼籠野村大字元山久保橋）の水源より神山町内を経て吉野川の主要河川である鮎喰川に合流する。
流域の鬼籠野地区では約5haの農地一面にろうそくを並べ点灯し、ライトアップする「鬼籠野 灯りのオブジェ」が毎年行われ、ローソクを乗せた300隻の「イブの船」に火をともし鬼籠野谷川に浮かべている。

## 名所
- 立見峠
- 府能バイパス

## 流域の自治体
徳島県
名西郡神山町